# Bahnhof Żywiec

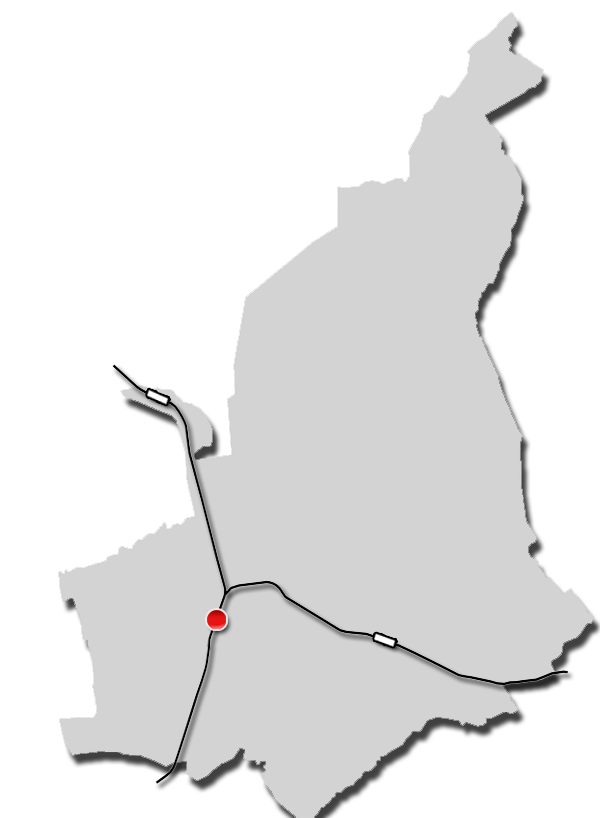
Der Bahnhof auf der Karte der Eisenbahnstrecken in Żywiec

Der Bahnhof Żywiec (früher Saybusch) ist der größte Bahnhof der polnischen Stadt Żywiec (Saybusch). Er wurde etwa 2 km vom Stadtzentrum im Jahr 1878 erbaut und befindet sich im Stadtteil Zabłocie (daher sein ursprünglicher Namen Saybusch-Zablocie). Er ist mit dem naheliegenden Busbahnhof durch eine Unterführung verbunden.
Die k.k. privilegierte Kaiser Ferdinands-Nordbahn, deren Hauptstrecke Wien mit Krakau verband, erbaute die Strecke nach Żywiec als Verlängerung der Abzweigung nach Bielitz. Nach dem Bau von Streckenabschnitten nach Zwardoń und Sucha wurde der Bahnhof im 1884 zum Trennungsbahnhof und gehörte zu der Galizischen Transversalbahn.